# 134178 Маркчодас
(134178) Маркчодас — астероїд Головного поясу астероїдів. Його орбіта характеризується великою напіввіссю 3,15 а.о., ексцентриситетом 0,15 і нахилом 1,9° відносно екліптики.

## Історія досліджень
Астероїд був відкритий 2 лютого 2005 в рамках спостережень на горі Санта-Каталіна за проектом Каталінський огляд неба. 
Астероїд названий на честь Марка Чодаса (нар. 1990) — студента-інженера Массачусетського технологічного інституту, провідного системного інженера космічної місії OSIRIS-REx до астероїда (101955) Бену, який забезпечував відповідність науковим вимогам усіх компонентів системи створеного студентами рентгенівського спектрометра реголіту на борту OSIRIS-REx.

## Дивіться також
- Малі тіла Сонячної системи
- Головний пояс астероїдів
- Пояс Койпера
- Реголіт